# Gubu
Gubu är en köpinghuvudort i Kina. Den ligger i provinsen Jiangxi, i den sydöstra delen av landet, omkring 90 kilometer öster om provinshuvudstaden Nanchang. Antalet invånare är 55 106. Befolkningen består av 26 394 kvinnor och 28 712 män. Barn under 15 år utgör 25,0 %, vuxna 15-64 år 68 %, och äldre över 65 år 6,0 %.
Runt Gubu är det tätbefolkat, med 411 invånare per kvadratkilometer. Närmaste större samhälle är Yugan, 11,7 km väster om Gubu. Trakten runt Gubu består till största delen av jordbruksmark.
Genomsnittlig årsnederbörd är 2 308 millimeter. Den regnigaste månaden är juni, med i genomsnitt 395 mm nederbörd, och den torraste är oktober, med 33 mm nederbörd.